# Plateau de Pertusato/ Bonifacio et îles Lavezzi
Plateau de Pertusato/ Bonifacio et îles Lavezzi este o arie protejată (sit de importanță comunitară — SCI) din Franța întinsă pe o suprafață de 6.071 ha, din care 94 % marine.

## Localizare
Centrul sitului Plateau de Pertusato/ Bonifacio et îles Lavezzi este situat la coordonatele 41°22′04″N 9°14′47″E / 41.36778°N 9.24639°E.

## Înființare
Situl Plateau de Pertusato/ Bonifacio et îles Lavezzi a fost declarat arie specială de conservare în baza directivei 92/43 din 1992 referitoare la conservarea habitatelor naturale și a faunei și florei sălbatice pentru a proteja 2 specii de plante și 8 specii de animale.

## Biodiversitate
Situată în ecoregiunea mediteraneană, aria protejată conține 20 de habitate naturale: Tufărișuri halofile mediteraneene și termo-atlantice (Sarcocornetea fruticosi), Pante stâncoase silicioase cu vegetație casmofită, Straturi cu Posidonia (Posidonion oceanicae), Salicornia și alte specii anuale care populează regiunile mlăștinoase și nisipoase, Dune de pe litoral fixate cu Crucianellion maritimae, Pseudostepă cu ierburi și specii anuale de Thero-Brachypodietea, Recifuri, Bancuri de nisip acoperite în permanență slab de apă marină, Faleze cu vegetație de Limonium spp. endemic de pe coastele mediteraneene, Formațiuni scunde de Euphorbia în apropierea falezelor, Dune cu vegetație ierboasă Malcolmietalia, Vegetație anuală la limita mareei, Pășuni mediteraneene udate de apa mării (Juncetalia maritimi), Tufărișuri halo-nitrofile (Pegano-Salsoletea), Dune de coastă cu Juniperus spp., Matorral arborescenți cu Juniperus spp., Pante stâncoase calcaroase cu vegetație casmofită, Peșteri marine scufundate complet sau parțial, Phrygana din Mediterana de Vest de pe vârfurile falezelor (Astragalo-Plantaginetum subulatae), Lagune de coastă.
La baza desemnării sitului se află mai multe specii protejate:
- plante (2): Limonium strictissimum, Silene velutina
- amfibieni (1): Discoglossus sardus
- mamifere (3): liliac cu picioare lungi (Myotis capaccinii), liliacul mic cu potcoavă (Rhinolophus hipposideros), delfin mare (Tursiops truncatus)
- nevertebrate (1): Papilio hospiton
- pești (1): Aphanius fasciatus
- reptile (2): Euleptes europaea, țestoasă bănățeană (Testudo hermanni)

Pe lângă speciile protejate, pe teritoriul sitului au mai fost identificate 9 specii de plante, 1 specie de păsări, 2 specii de amfibieni, 1 specie de mamifere, 3 specii de nevertebrate, 1 specie de pești, 2 specii de reptile.